# Черненко, Владимир Владимирович
Владимир Владимирович Черненко (род. 15 апреля 1981, Чувашская АССР) — узбекистанский гребец. Участник летних Олимпийских игр 2004 года, серебряный призёр чемпионата Азии 2005 года, чемпион летних Азиатских игр 2006 года.

## Биография
Владимир Черненко родился 15 апреля 1981 года в Чувашской АССР (сейчас Чувашия).
Выступал в академической гребле за «Энергетик» из Ширина.
В 2004 году вошёл в состав сборной Узбекистана на летних Олимпийских играх в Афинах. В соревнованиях одиночек на дистанции 2000 метров в первом раунде занял 3-е место, показав результат 7 минут 38,27 секунды и уступив 15,75 секунды попавшему в полуфинал с 1-го места Сантьяго Фернандесу из Аргентины. В заплыве надежды также занял 3-е место с результатом 7.13,43, проиграв 14,38 секунды попавшему в полуфинал со 2-го места Али Ибрахиму из Египта.
В 2005 году вместе с Русланом Наурзалиевым в соревнованиях парных двоек стал серебряным призёром чемпионата Азии в Хайдарабаде.
В 2006 году завоевал золотую медаль летних Азиатских игр в Дохе в той же дисциплине на дистанции 1000 метров, выступая вместе с Наурзалиевым и показав результат 3.16,74.
В 2010 году занял 4-е место в соревнованиях одиночек на дистанции 2000 метров на летних Азиатских играх в Гуанчжоу.
После завершения спортивной карьеры стал тренером в спортивной школе олимпийского резерва по гребному спорту имени В. Иванова в Калуге.